# Брунненська угода

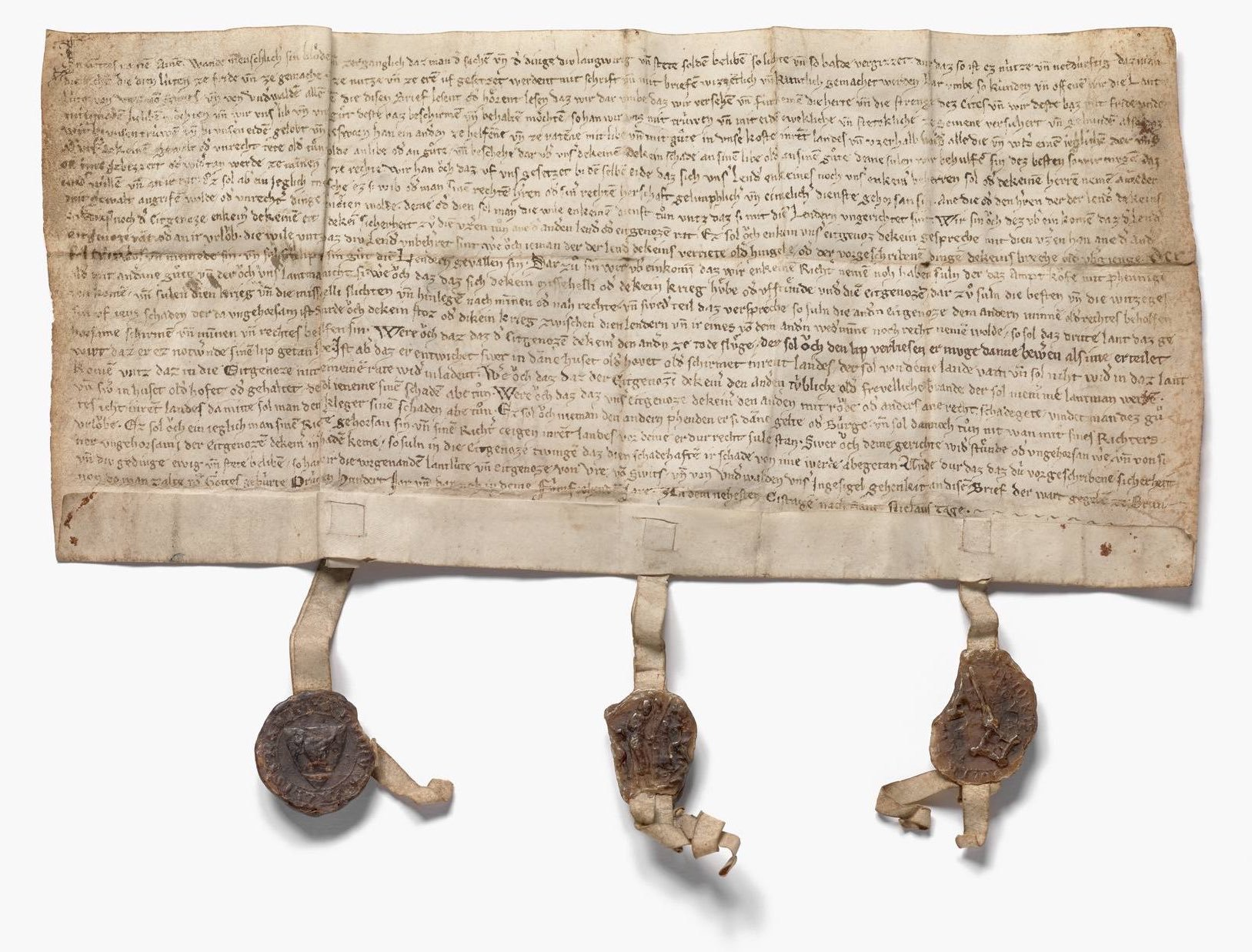
Моргартенська хартія

Брунненська угода (нім. Bundesbrief von Brunnen), також Моргартенська хартія (нім. Morgartenbrief) — договір між швейцарськими кантонами Урі, Швіц, Унтервальден про взаємну військову допомогу, укладений у Бруннені 9 грудня 1315 року.
Представники чотирьох лісових кантонів (Унтервальден складався з Обвальдену й Нідвальдену) зустрілися в Бруннені після успіху в битві під Моргартеном у попередньому місяці, щоб поновити обіцянку взаємної військової допомоги. У 1318 році Леопольд I, герцог Австрії, уклав перемир'я із суприсяжниками. За словами Егідія Чуді, Брунненська угода ознаменувала рішення перетворити те, що було прагматичним союзом, на постійну, урочисто закріплену конфедерацію, що розпочало етап експансії Старої швейцарської конфедерації, з приєднанням Люцерну в 1332 році та Цюриху в 1351 році, Гларусу й Цугу в 1352 році та Берну в 1353 році.
Хоча існує низка більш ранніх договорів подібного характеру, Брунненська угода є особливою, адже вона стала першою, що була складена німецькою мовою, а не латиною. Тривалий час ця угода вважалася основним документом Старої швейцарської конфедерації, доки Федеративна хартія 1291 року не перевершила її за значенням у першій половині XX століття.